# Кливланд (Илиноис)
Кливланд (енгл. Cleveland) град је у америчкој савезној држави Илиноис.

## Демографија
По попису из 2010. године број становника је 188, што је 65 (-25,7%) становника мање него 2000. године.
| Група             | 2000.       | 2010.       |
| Белци             | 239 (94,5%) | 173 (92,0%) |
| Афроамериканци    | 0 (0,0%)    | 1 (0,5%)    |
| Азијати           | 0 (0,0%)    | 0 (0,0%)    |
| Хиспаноамериканци | 11 (4,3%)   | 9 (4,8%)    |
| Укупно            | 253         | 188         |